# Elektryczny pastuch

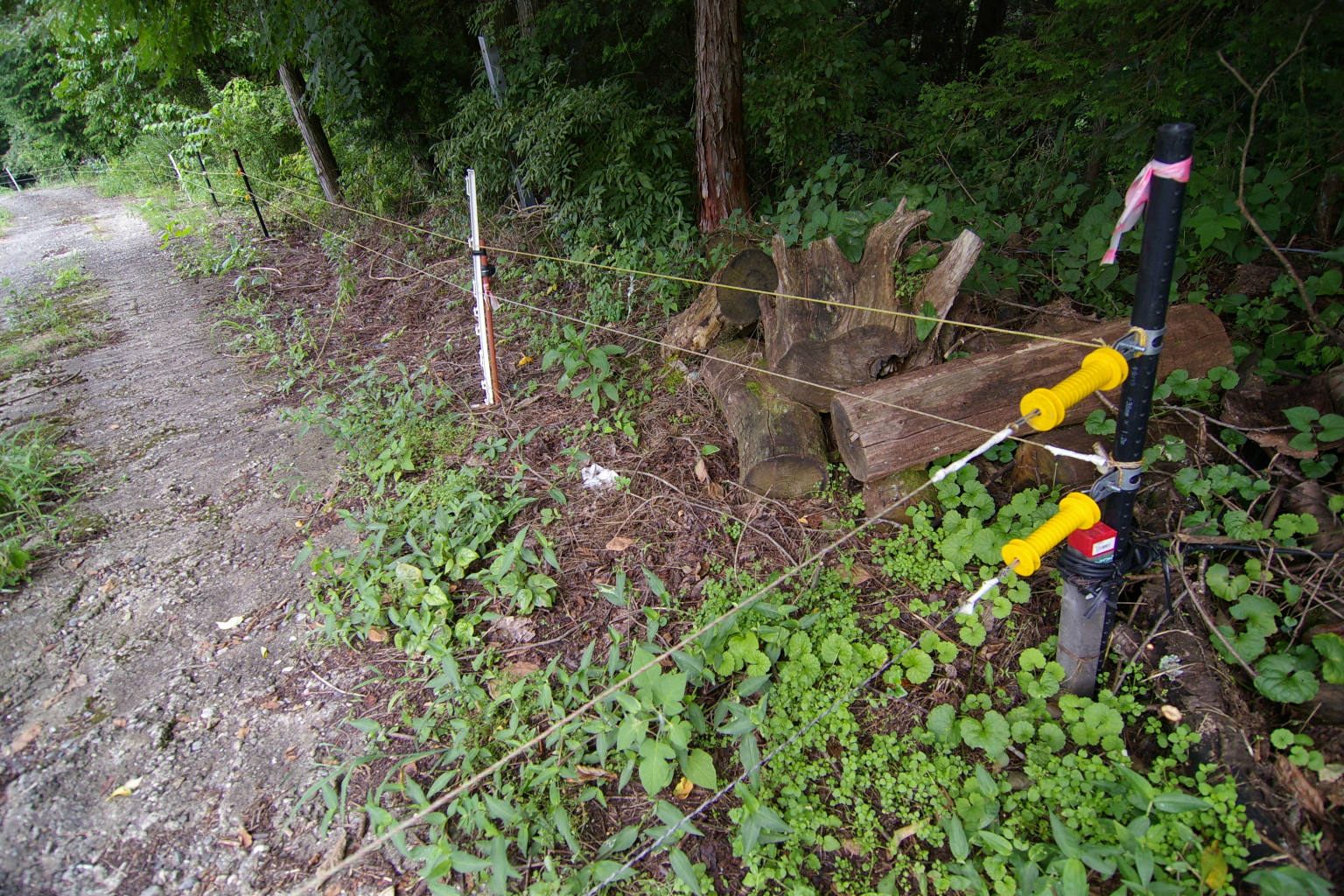
Pastuch elektryczny

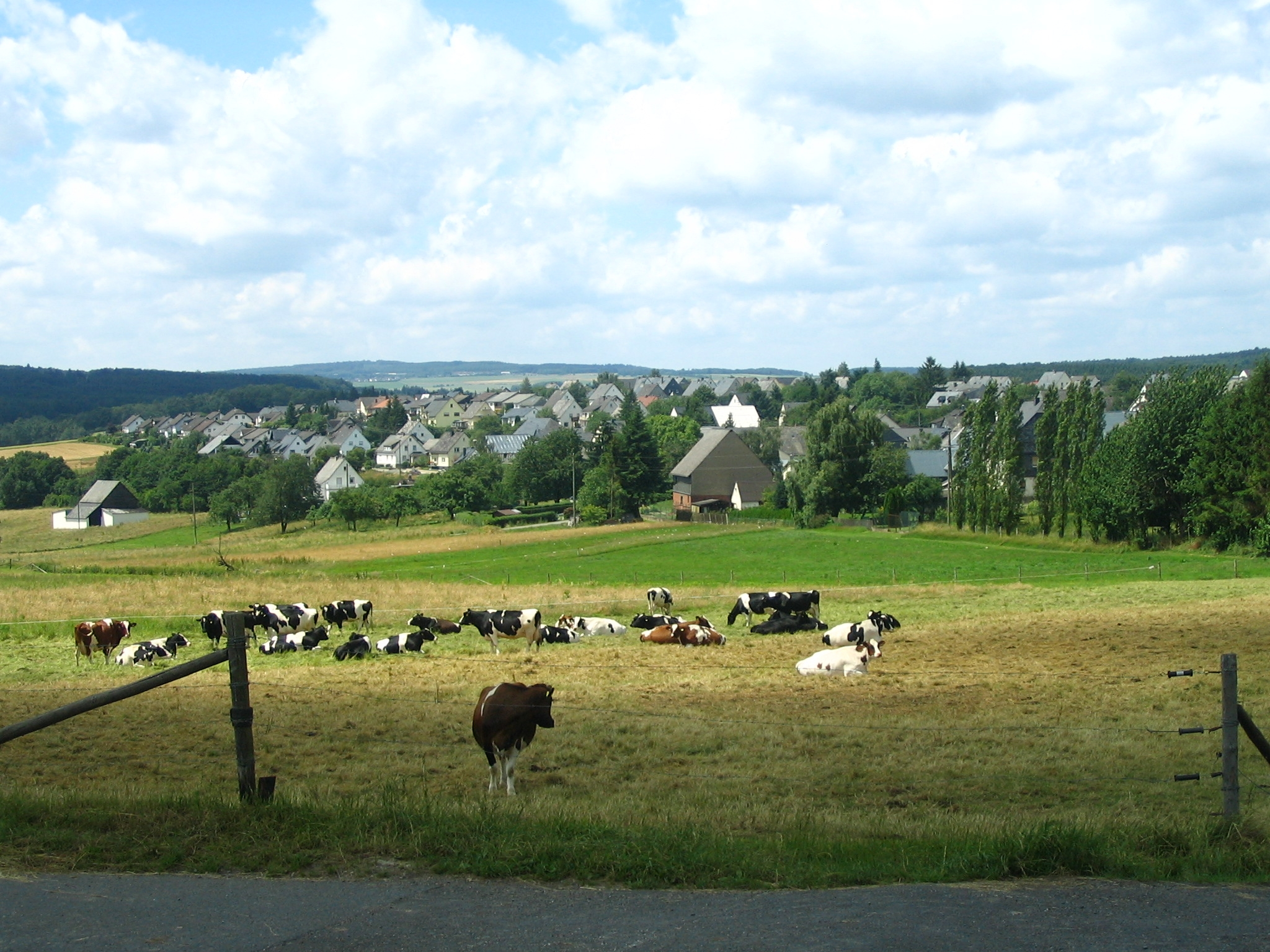
Płot elektryczny ogradzający pastwisko

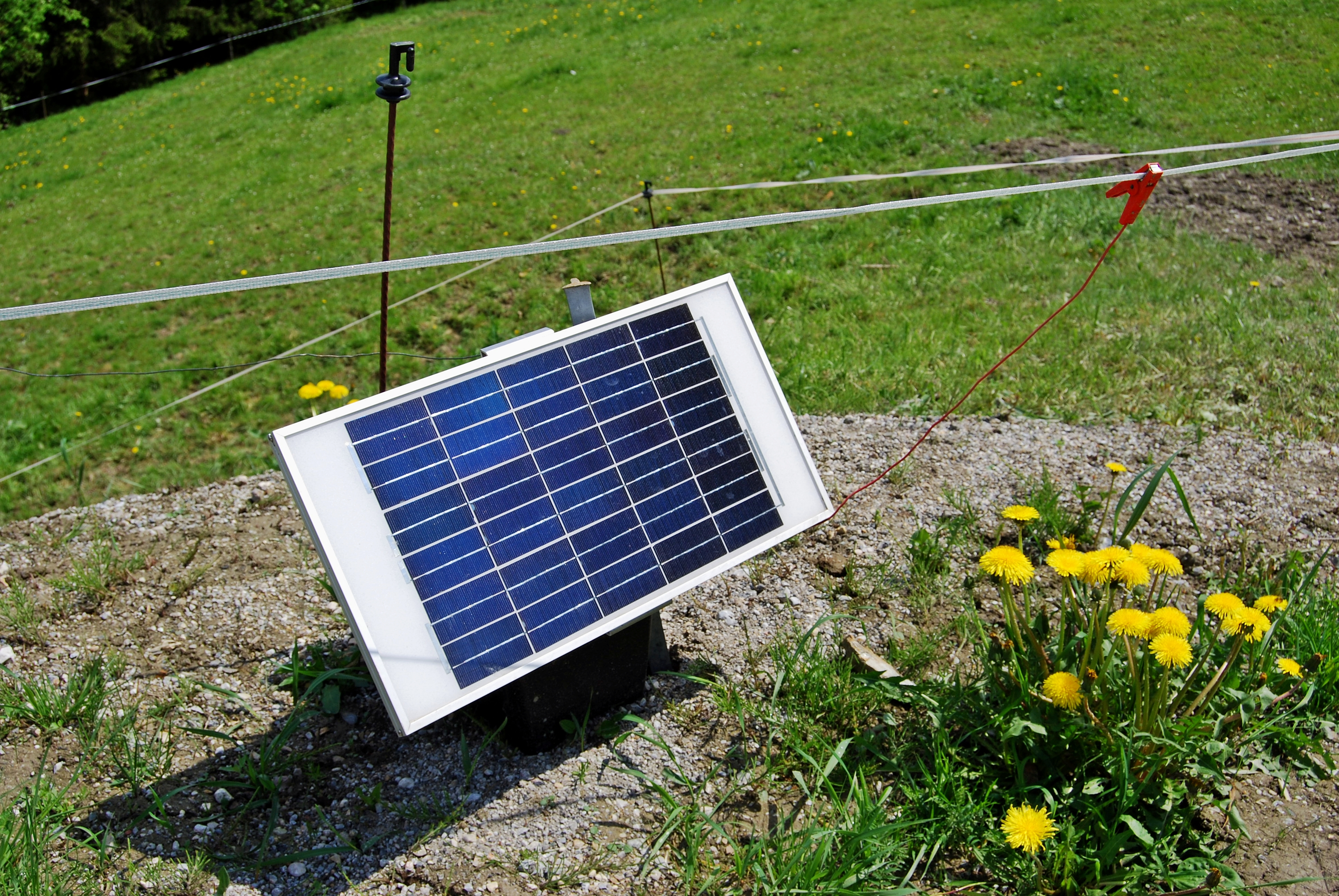
Zasilanie elektrycznego pastucha ogniwami słonecznymi

Elektryczny pastuch, płot elektryczny, ogrodzenie elektryczne, paralizator – rodzaj ogrodzenia, wykorzystywanego na pastwiskach, zabezpieczającego przed wychodzeniem zwierząt hodowlanych poza ogrodzenie, a także zabezpieczających pastwisko przed wchodzeniem na nie z zewnątrz zwierzyny dzikiej.
Elektryczny pastuch składa się z impulsowej przetwornicy, wytwarzającej impuls elektryczny o krótkim czasie trwania, częstotliwości poniżej jednego Hz, napięciu elektrycznym – rzędu 10 kilowoltów i o niewielkiej energii rzędu jednego lub najwyżej kilku dżuli. Impulsy rozprowadzane są nieizolowanym przewodem otaczającym chroniony obszar. Przeciwny biegun przetwornicy jest uziemiony, wysokie napięcie w ogrodzeniu pojawia się więc względem ziemi i działa na wszystkie obiekty – żywe i nieożywione – łączące przewód pastucha z ziemią. Drut tego ogrodzenia musi być rozciągnięty na słupkach z izolatorami w ten sposób, żeby w żadnym punkcie ogrodzenia nie dotykały do niego żadne przedmioty (gałęzie, zarośla albo trawy), które w razie deszczu lub rosy mogą spowodować uziemienie przewodu pastucha a tym samym zmniejszenie lub nawet zniweczenie jego działania.
Ogrodzenie takie działa także odstraszająco: zwierzęta bardzo szybko uczą się, że dotknięcie przewodu wywołuje nieprzyjemne – choć niegroźne dla ich zdrowia i życia porażenie prądem elektrycznym i potem unikają dotykania drutu, co praktycznie eliminuje możliwość przekroczenia przez nie linii ogrodzenia. Skuteczność takich ogrodzeń rozciąga się także na miejsca, w których elektryczny pastuch jest tylko atrapą: rozciągnięcie zwykłego sznurka na pastwisku, na którym zamontowany jest działający pastuch elektryczny wywołuje u zwierząt taki sam strach przed jego dotknięciem, jak przed dotknięciem znajdującego się pod napięciem drutu.
Z drugiej jednak strony dość szybko zwierzęta zauważają, jeśli zdarzy się, że elektryczny pastuch wyłączy się lub ulegnie uszkodzeniu i już w krótkim czasie po tym ignorują niezagrażające nieprzyjemnymi konsekwencjami ogrodzenie z drutu.
Źródłem zasilania przetwornicy elektrycznego pastucha może być akumulator elektryczny lub sieć elektryczna. Ogrodzenie powinno być – ze względu na skuteczność działania – tak zaprojektowane, aby odległość pomiędzy punktem uziemienia przetwornicy a najdalszym fragmentem ogrodzenia nie przekraczała kilku (np. 5 lub 10, w zależności od typu urządzenia i od rodzaju gruntu i jego oporności wynikającej także z wilgotności) kilometrów.